# Korandje
Korandje (v korandje:  kwạṛa n dzyəy, arabsky: البلبالية) je jazyk používaný v Alžírsku, konkrétně ve městě Tabelbala (provincie Béchar), které se nachází v oáze v saharské poušti, asi 160 kilometrů od hranic s Marokem. Jazyk se řadí do jazykové rodiny songhajských jazyků, přičemž většina z těchto jazyků se používá v Nigeru a Mali, přes 1500 kilometrů od Tabelbaly. Rodina songhajských jazyků se velmi často s mnoha dalšími jazykovými rodinami Afriky řadí do velké jazykové rodiny nilosaharských jazyků. Jazyk byl silně ovlivněn arabštinou a berberštinou (asi pětina slov jazyka korandje pochází z těchto dvou jazyků).

## Slova a věty v korandje
Ukázka některých slov a vět v jazyce korandje a jejich překlad do češtiny:
- aγəy (já)
- ni (ty)
- ana (on, ona, to)
- tsəksi (koza)
- tsạṛə̣w (lžička)
- a-ffu (jedna)
- a xani (spal jsem)